# Fernán Caballero
|  | Vegeu Cecilia Böhl de Faber y Larrea per a l'article sobre l'escriptora de pseudònim Fernán Caballero. |

Fernán Caballero és un municipi de la província de Ciudad Real a la comunitat autònoma de Castella-La Manxa. Limita al nord amb Malagón i Fuente el Fresno, al sud amb Ciudad Real, a l'est amb Daimiel, Carrión de Calatrava i Torralba de Calatrava, i a l'oest amb Porzuna i Piedrabuena.

## Demografia
| 1991  | 1996  | 2001  | 2004  |
| ----- | ----- | ----- | ----- |
| 1.094 | 1.036 | 1.072 | 1.037 |